# Eva-Marie Liffner
Eva-Marie Liffner (* 26. September 1957 in Göteborg) ist eine schwedische Journalistin und Schriftstellerin. Liffner studierte Archäologie und Ideengeschichte. Bereits ihr 2001 erschienener Debütroman Camera wurde in Schweden mehrfach ausgezeichnet und in mehrere Sprachen übersetzt, 2003 auch ins Deutsche.

## Werke
- 2001 Camera (dt. Camera. Reclam, Leipzig 2003, ISBN 978-3-379-00798-6)
- 2003 Imago (dt. Imago. Reclam, Leipzig 2004, ISBN 978-3-379-00811-2)
- 2006 Drömmaren och sorgen
- 2011 Lacrimosa

## Auszeichnungen/Ehrungen
- 2001 Schwedischer Krimipreis – Kategorie Bester schwedischer Erstlingsroman für Camera (dt. Camera)
- 2001 Poloni-Preis[1] für dto. (als bester Kriminalroman einer Schriftstellerin)
- 2001 Flintyxan für dto. (als bester historischer Kriminalroman)
- 2003 Wettergrens Bokollon (Buchhandelspreis)
- 2011 Ole och Ann-Marie Söderströms-Preis[2]

Für die renommierteste schwedische Literaturauszeichnung, den August-Preis, war Liffner 2003 mit Imago und 2011 mit Lacrimosa nominiert.